# マーガレット・サッチャー
マーガレット・ヒルダ・サッチャー（英語: Margaret Hilda Thatcher、1925年10月13日 - 2013年4月8日）は、イギリスの政治家。
首相（第71代）、教育科学相、庶民院議員（9期）、貴族院議員、保守党党首（第15代）を歴任した。
ヨーロッパ及び先進国初の女性首相であり、保守的かつ強硬なその政治姿勢から「鉄の女（Iron Lady）」の異名を持つ。

## 来歴

### 生い立ち

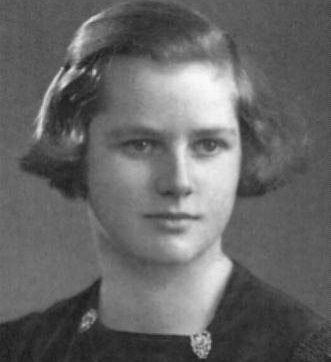
13歳の頃のサッチャー

1925年10月13日、イングランドのリンカンシャー州グランサムにて、食糧雑貨商の家に誕生する。父のアルフレッド・ロバーツは地元の名士であり、市長を務めた経験もあった。住まいは店の二階にある三部屋と台所のみ、浴室とトイレは中庭にあり他の家族と共用という当時のイギリスの中流階級の一般的な家だった。
サッチャーの生家は代々メソジストの敬虔な信徒であり、日曜日はサッチャーも教会に行き礼拝をしたり日曜学校に通った。父のアルフレッドは目が悪く家業も継げず夢だった教師にもなれなかったが、家訓であった「質素倹約」「自己責任・自助努力」の精神はサッチャーにも強く受け継がれた。地元で評判の良い地方説教師でもあった父のアルフレッドを尊敬し、サッチャーは「人間として必要なことは全て父から学んだ」と述べている。

### 大学時代から研究者に
1943年9月、オックスフォード大学に入学して化学を専攻し、1947年6月に同大学を卒業した。一方で大学時代にはフリードリヒ・ハイエクの経済学にも傾倒していた。この頃に培われた経済学に対する思想が、後の新自由主義（ネオ・リベラリズム）的な経済改革であるサッチャリズム（Thatcherism）の源流になった。
その後研究者の道に進み、ライオンズ社に就職した研究者時代にアイスクリームに空気を混ぜてかさ増しする方法を研究したことがある。コロイド化学が専門であり、両親媒性分子の研究を行っていた時期もある。

## 政界入り

### 庶民院議員・教育科学大臣
1950年2月、保守党から24歳の若さで庶民院議員選挙に立候補するが、落選した。翌1951年も同じ選挙区から出馬し落選。その後一旦政治活動から離れ、1954年6月に弁護士資格を取得する。また、この間に双子を出産した。
1959年に庶民院議員初当選を果たし、1970年6月からエドワード・ヒース内閣で教育科学相を務める。この時教育関連予算を削減する必要に迫られたサッチャーは、学校における牛乳の無償配給の廃止を決定。反対派からは「ミルク泥棒（Margaret Thatcher, Milk Snatcher）」と非難され、全国的な抗議を巻き起こした。

### 保守党党首

イランのモハンマド・レザー・パフラヴィーと共に（1978年4月30日）

1974年2月・10月の総選挙で保守党は相次いで敗北を喫し、当時の党首エドワード・ヒースの指導力に疑問の声が高まったため、1975年2月に党首選挙が実施される。当初、サッチャーは党内右派で政治の師でもあるキース・ジョセフを支持していたが、ジョセフは選挙前の貧困者に対する発言が強い批判を浴び、立候補を断念した。その為、サッチャーが代わりの右派候補として出馬することになった。
教育科学相の経験しか無いサッチャーの党首選出馬を不安視する声も多かったが、大方の予想を覆して現職のヒースを破り、保守党党首に就任する。就任後、同年にイギリスを含む全35か国で調印・採択されたヘルシンキ宣言を痛烈に批判した。
ソビエト連邦の国防省機関紙『クラスナヤ・ズヴェズダ』（Красная звезда）は、サッチャーを「鉄の女」と呼んで非難した。この「鉄の女」の呼び名はサッチャーの強硬な反共主義を揶揄するためのものだったが、皮肉にもサッチャーはこれを気に入り、あらゆる報道機関で取り上げられ代名詞として定着した。

### 総選挙
1979年5月の総選挙では、20世紀以後に継続されてきた高福祉の社会保障政策、社会保障支出の拡大継続、経済の規制緩和、組合対策で疲弊した水道・電気・ガス・通信・鉄道・航空（ブリティッシュ・エアウェイズ）、そして自動車（ブリティッシュ・レイランド）の民営化によるイギリス経済の競争力強化を公約に掲げ、保守党を政権奪還へと導く。
2010年1月、サッチャー財団の保管していた資料から、総選挙の際に体重を9キロ減量するダイエットを実施していたことが明らかになった。首相に就任すれば、これまで以上に報道機関への露出が増すことを想定していたためと思われる。ダイエットの中身は食事のコントロールが主で、「鶏卵を1日に6個程度食べる・肉や穀類を減らす・好きなウイスキーなどのアルコール飲料は週4日までに制限し、間食を絶つ」といった内容だった。

## 首相として

### 内政

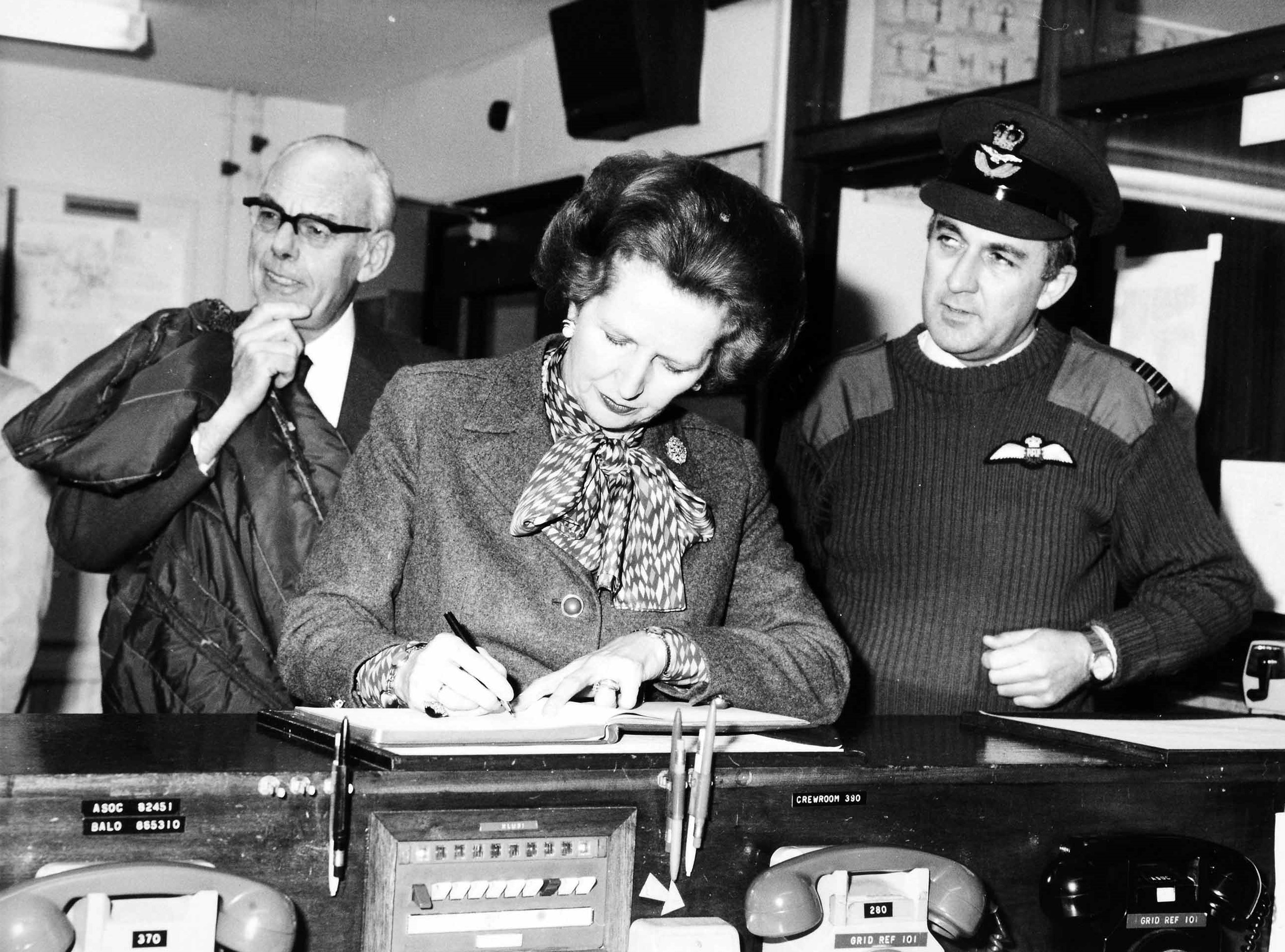
北アイルランド訪問時（1982年12月23日）

総選挙での勝利確定後、バッキンガム宮殿に参内してエリザベス2世女王より首相への任命を拝受する。世界で5人目、イギリスでは初となる女性首相に就任した。就任演説では、フランシスコの平和の祈りを取り上げて発言した。
英語（原語）
Where there is discord, may we bring harmony;

Where there is error, may we bring truth;

Where there is doubt, may we bring faith;

And where there is despair, may we bring hope.—Margaret Thatcher、St Francis's prayer、
日本語訳
分裂のある所に、和合を置かせてください。

誤りのある所に、真実を置かせてください。

疑いのある所に、信頼を置かせてください。

絶望のある所に、希望を置かせてください。—マーガレット・サッチャー
サッチャー内閣はイギリス経済の再建を図り、公約通りに政府の市場への介入・過剰規制を抑制する政策を実施した。こうした経済に対する思想は、新自由主義あるいは新保守主義と呼ばれ、理論的にはエドマンド・バークやフリードリヒ・ハイエクの保守哲学、同じくハイエクやミルトン・フリードマンの経済学を背景にしている。
エドワード・ヒース内閣での教育大臣だった時代、サッチャーは中道政策に反対しなかった。しかし首相に就任する頃には、タカ派のマネタリズム支持者になっていた。27パーセントを記録したインフレは、非効率な国営産業と巨大な労働組合、混合経済の失敗が原因だと主張し、一貫してそれらを敵視していた。

#### サッチャリズム
サッチャーは新自由主義に基づき、電話・ガス・空港・航空・自動車・水道などの国有企業の民営化と規制緩和・金融システム改革を掲げ、それらを強いリーダーシップで断行した。さらに改革の障害になっていた労働組合の影響力を削ぎ、所得税・法人税の大幅な税率の引き下げを実施した。一方で付加価値税（消費税）は1979年に従来の8パーセントから15パーセントに引き上げられた。
- 1979年8月27日にルイス・マウントバッテンが暗殺されてから数か月後、イングランド銀行は公定歩合を17パーセントへ引き上げた。公約であったインフレの抑制には成功したが、首相就任から間も無くイギリスの失業者数は倍増し、1982年には300万人を上回る。サッチャー政権において、イギリスの失業率は世界恐慌以降最悪の数字を記録した[17]。失業率はその後も1986年半ばまで減少せず（1986年以降は1990年まで減少した）、これによりサッチャーの支持率は低下した。そのため小さな政府の柱のひとつであった完全マネタリズムを放棄し、リフレーション政策に転じた結果、イギリス経済は回復した。ミルトン・フリードマンら新自由主義を唱える経済学者はサッチャーの変節を非難したものの、総じてイギリス国民からはこの転換が受け入れられ、支持率も回復の兆しを見せた。

#### IRAテロ
1984年10月12日には保守党党大会開催中のブライトンにて、投宿していたホテルでテロ組織IRAによる爆弾を仕掛けられる暗殺未遂に遭っている。爆弾の爆発により5人が死亡し、30人あまりが負傷した。この事件の3年前、収監されていたIRAメンバーたちはイギリスの北アイルランド支配に対する抗議行動としてハンガーストライキを行い、10人のメンバーが餓死している。

### 外交

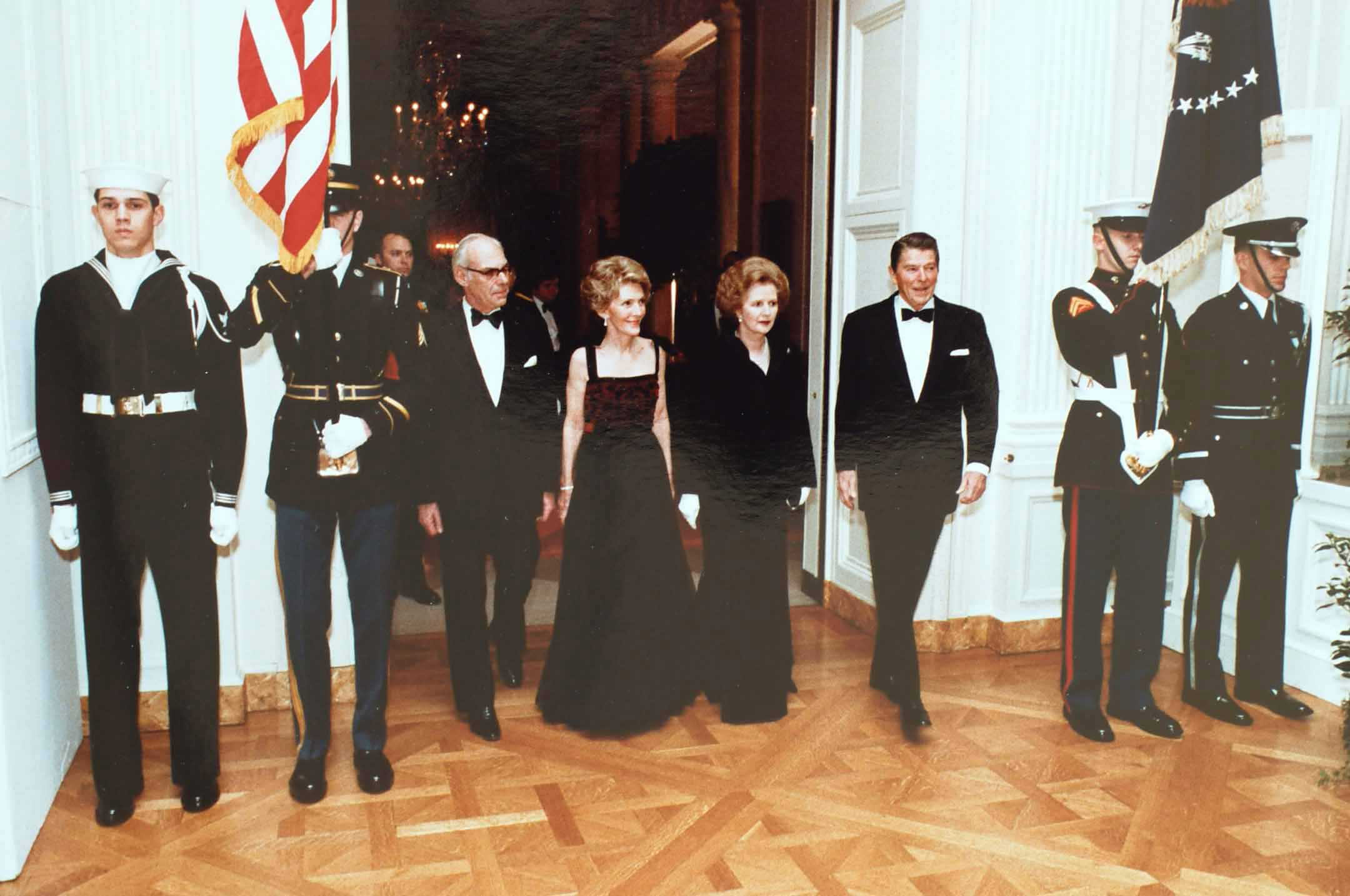
アメリカのロナルド・レーガン大統領とともに（1981年2月26日）

外交では冷戦下でアメリカのロナルド・レーガン大統領と日本の中曽根康弘首相などのサミット国を中心に、西側諸国の首脳と共同歩調をとり、冷戦終結までのプロセスではソビエト連邦のミハイル・ゴルバチョフ大統領と協力し、冷戦の終結に大きな影響を与えたとされている。しかし、西ドイツ（ドイツ連邦共和国）と東ドイツ（ドイツ民主共和国）の早期のドイツ再統一には懐疑的だった。

#### ERM参加
サッチャーが欧州懐疑論の立場をとっていたことは通説であるが、1975年6月に実施されたEEC離脱を問う国民投票では残留を主張した。サッチャー政権下においても、1986年2月にEECを強化するための単一欧州議定書に署名した。
ユーロ加盟の前段階となる欧州為替相場メカニズム（以下、ERM）加入には、強く反対の立場であったことは事実である。「事がうまく運んだとしてもERM加入はプラスにはならない。事がうまく運ばなかった場合はERM加入は状況を悪化させるだろう。」とサッチャーは考えていた。アラン・ウォルターズ（サッチャーの経済アドバイザー）も、ERM加入はスターリング・ポンドへの投機攻撃の圧力を強くするだろうと懸念していた。ERMは為替レートの安定どころか不安定化の要素だとし、ERMに加入すべきではないとウォルターズは考えていた。
しかしナイジェル・ローソン財務大臣とその後任のジョン・メージャーらの働きかけに押され、イギリスをERMに加入させたことも事実である。ローソンは1987年頃から為替レートの安定化政策を主張し始めたが、一方で1988年にサッチャーとローソンの関係は悪くなっていた。1980年代後半からの拡張型金融政策によってイギリス経済が成長していた状況下、インフレ抑制を好むサッチャーと安定な為替レートを好むローソンの対立が次第に顕在化し始めた。それでもEMUに対するサッチャーとローソンの見解は一致していた。両者ともにEMUには反対していた。その年の中頃にジェフリー・ハウが閣内不一致となるスピーチをするようになった。ハウはERMに関してローソンとほぼ同じ意見であった。
1989年にレオン・ブリタンがERM加入のメリットをサッチャーに力説した。イギリスがERMに加入することでERMの発展をイギリス主導で行えるとブリタンは主張した。その年の5月にはウォルターズが公式にサッチャーの助言役として復帰し、これによってサッチャーとローソンとの間の確執は決定的になった。ローソンはドイツマルクとの為替レートを見ながらイングランド銀行の利上げを主張し、一方のウォルターズは景気を悪化させるとして利上げには反対だった。サッチャーは内閣改造により、ハウを下院院内総務にしてローソンを留任させた。しかし結局ローソンは辞任し、ウォルターズも辞任することになる。サッチャーは後任の人事にジョン・メージャーを任命した。いつかはメージャーが自身の後任を務めるだろうとサッチャーは考えていたため、メージャーに経験を積ませたいとの目的で財務大臣にした。
しかしメージャーはERM参加に熱心になり始めた。1990年にERM参加のメリットは為替レートの安定だけでなく、金利を下げることでもあるとメージャーは主張した。さらには、ローソンらとの対立で顕在化した保守党内の内部抗争についてERM参加によって保守党が団結でき、それが経済にもよい影響を与え、次回の総選挙に勝てるのだともメージャーは主張した。最終的にサッチャーはメージャーらに譲歩して変動幅±6.0（%）でのERM参加を検討し、その年にイギリスはERMに加入した。

#### フォークランド紛争

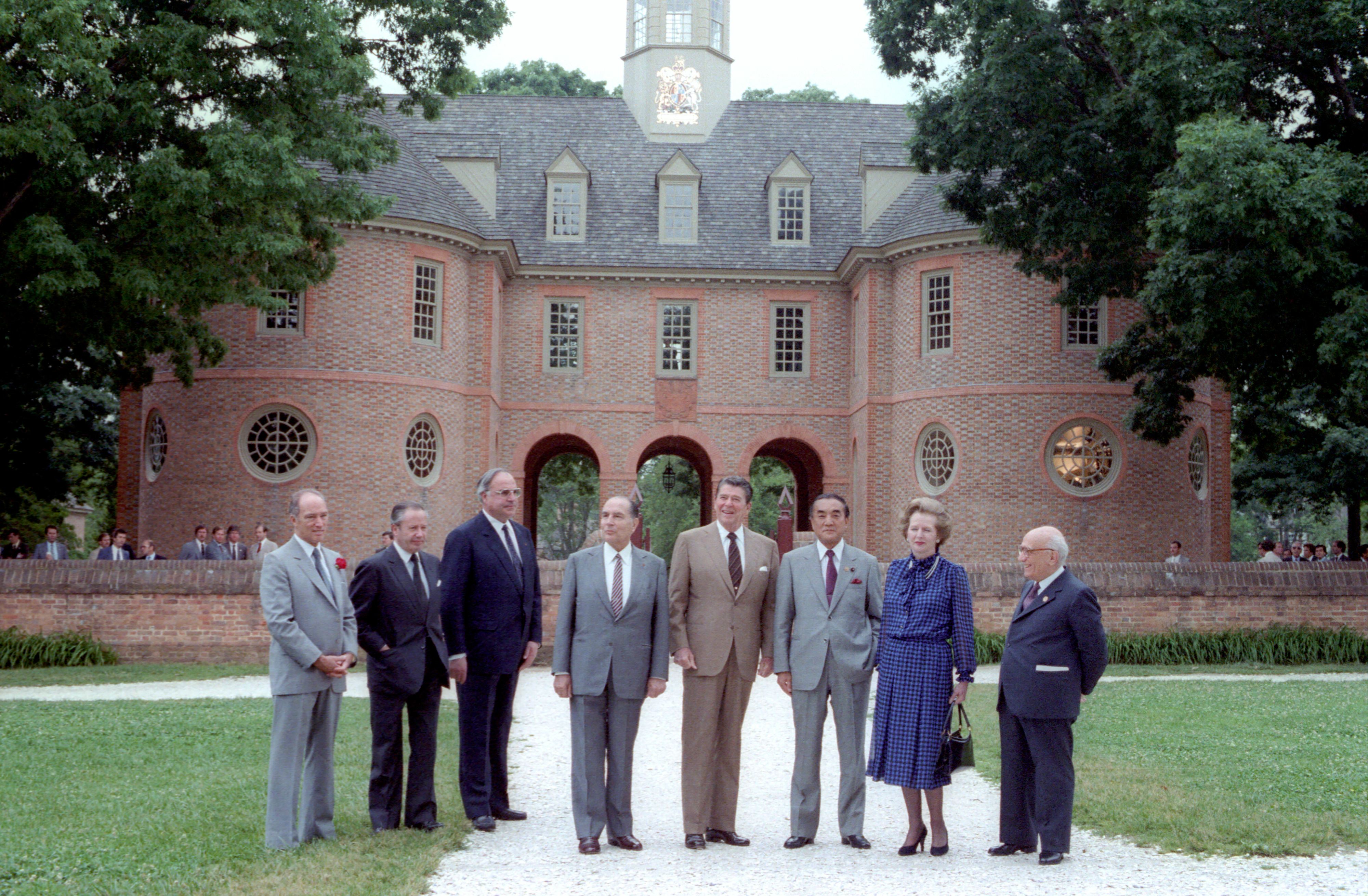
ウィリアムズバーグ・サミット（1983年5月29日）

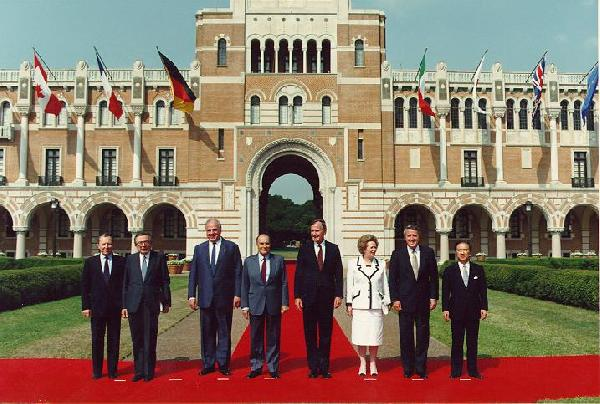
ヒューストン・サミット（1990年7月9日）

1982年3月、南大西洋のフォークランド諸島でフォークランド紛争が勃発する。アルゼンチン軍のフォークランド諸島への侵略に対し、サッチャーは間髪を入れず艦隊・爆撃機をフォークランドへ派遣し、多数の艦艇を失ったものの、アメリカの協力を受けた2か月の戦闘の結果、6月14日にイギリス軍はポート・スタンリーを陥落させ、アルゼンチン軍を放逐した。サッチャーの強硬な姿勢によるフォークランド奪還は、イギリス国民からの評価が高い。
この際、「人命に代えてでも我がイギリス領土を守らなければならない。何故ならば国際法が力の行使に打ち勝たねばならないからである。」と述べた。
イギリス経済の低迷から支持率の低下に悩まされていたサッチャーは、戦争終結後に「我々は決して後戻りしないのです」と力強く宣言し、支持率は73パーセントを記録する。フォークランド紛争をきっかけに保守党はサッチャー政権発足後2度目の総選挙で勝利し、これをきっかけにサッチャーはより保守的かつ急進的な経済改革の断行に向かう。
なおフォークランドへの軍の派兵をめぐり、閣僚たちが尻込みする中、サッチャーが「この内閣には男は一人しかいないのか」と叱咤したというエピソードが新聞で紹介されたことがある。しかしサッチャー自身の回顧録にこのような発言はなく、後世の創作ではないかという意見もある。

#### 香港譲渡問題
1982年9月、サッチャーは中国を訪問し、ここに英中交渉が開始されることになった。鄧小平は「港人治港」の要求で妥協せず、イギリスが交渉で応じない場合は、武力行使や水の供給の停止などの実力行使もありうることを示唆した。当初、イギリス側は租借期間が終了する新界のみの返還を検討していたものの、イギリスの永久領土である香港島や九龍半島の返還も求める猛烈な鄧小平に押されてサッチャーは折れた恰好となった。
1984年12月19日、両国が署名した英中共同声明が発表され、イギリスは1997年7月1日に香港の主権を中華人民共和国に返還し、香港は中華人民共和国の特別行政区となることが明らかにされた。この譲渡及び返還決定は、フォークランド紛争の際と対照的な弱腰の姿勢が国内から大きな批判を浴びた。

#### 南アフリカ共和国
1986年7月のコモンウェルスゲームズ大会では、サッチャー政権の南アフリカのアパルトヘイト政策に抗議した32か国が、大会をボイコットした。イギリス連邦に属する国家・地域がアパルトヘイト廃止のために経済制裁を支持していたが、サッチャー政権はイギリスの貿易と経済への影響を考え、経済制裁には反対していた。

#### ドイツ
サッチャーは若年期に第二次世界大戦によるナチス・ドイツとの激しい戦争を経験しており、そのためドイツに対して強い警戒心を持ち続けていた。ドイツ再統一に当たっては、フランスのミッテラン大統領と共に強い懸念を持っており、「統一が実現すれば、英雄となるコールが第2のヒトラーとなり、第二次世界大戦前までのドイツの領土全てを要求してくる」と考えていた。また、「コールはドイツが分割された理由を分かっていない」と憤り、「ベルリンの壁崩壊の翌日、連邦議会で西ドイツの議員たちがドイツ国歌を歌ったという報告を聞いて戦慄した」という。

#### イラク
1990年8月1日のイラクのクウェート侵攻の際に起きたブリティッシュエアウェイズ149便乗員拉致事件では、当該のBA149便がクウェートに着陸した経緯についてイギリス議会で問題とされたものの、サッチャーは「着陸後1時間経ってから侵攻が行われた」と証言した。しかしこのことは、サッチャーの回顧録内で嘘の証言であったことが明らかにされている。

### 首相辞任
保守的かつ急進的な改革を断行する強い姿勢から3度の総選挙を乗り切ったサッチャーだったが、任期の終盤には人頭税（community charge）を導入して国民の強い反発を受けたほか、ヨーロッパ統合に懐疑的な姿勢を示した。
この為財界からもイギリスがヨーロッパ統合に乗り遅れる懸念を表明する声が上がり、次第に保守党内でサッチャー降ろしの声が強まっていった。反対派を封じ込めるため、サッチャーは1990年11月に党首選挙を実施する。対抗馬は親欧州派として知られるマイケル・ヘーゼルタインだった。1回目の投票でサッチャーは過半数を獲得したものの、ヘーゼルタインとの得票率差が15パーセント以上に達せず、規定により第2回投票が行われることとなったために求心力がさらに低下し、サッチャーの目論見は大きく外れた。サッチャーは直前まで第2回投票にも出馬すると発言していたが、周囲の説得を受けて11月22日に首相・保守党党首を辞任する意向を表明した。11月28日にダウニング街10番地（首相官邸）から退居し、後任にはジョン・メージャーが就任した。
首相在任期間は「11年と208日間」であった。これは、20世紀以降のイギリス首相では最長記録であり、初代首相のロバート・ウォルポールからの歴代首相の中でも7番目の長期政権を記録した。

## その後

### 首相辞任後とその晩年
1992年6月からは貴族院議員を務め、政治の表舞台から退いた。2008年8月に長女のキャロルが、サッチャーの認知症が進み、夫が死亡したことも忘れるほど記憶力が減退していることを明かし、2008年8月24日付けの『メール・オン・サンデー』紙が詳報を掲載した。それによると、8年前から発症し、最近は首相時代の出来事でさえも「詳細を思い出せなくなってきた」としている。一方でサッチャーの功績に関する書籍を出版したイアン・デールは、2010年にサッチャーと面会した際には目の前の出来事を把握するのに難があったものの、首相時代の記憶ははっきりしていたと証言している。2012年12月21日には膀胱にできた腫瘍を取るために入院して手術を受けた。
2013年4月8日、脳卒中により死去したことがサッチャー家のスポークスマンより発表された。

### 死去後
サッチャーの死去が報道されると、イギリス国内からはデーヴィッド・キャメロン首相や労働党のトニー・ブレア元首相から、また国外からアメリカのバラク・オバマ大統領、日本の安倍晋三首相、ドイツのアンゲラ・メルケル首相といった現職の指導者らが相次いで、深い追悼の意を表明した。
他に彼女と同時代の指導者である旧ソ連のゴルバチョフ元大統領、日本の中曽根康弘元首相などからも深い追悼の意が寄せられた。また中国外務省も定例記者会見で「香港返還に大きな役割を果たした」と哀悼の意を示した。しかしサッチャー政権期の1982年3月にフォークランド紛争をイギリスと戦い敗北したアルゼンチンのキルチネル大統領は、サッチャー死去に関して沈黙している。なお、フォークランド諸島の住民はサッチャーの死去を深く悲しんでいる。

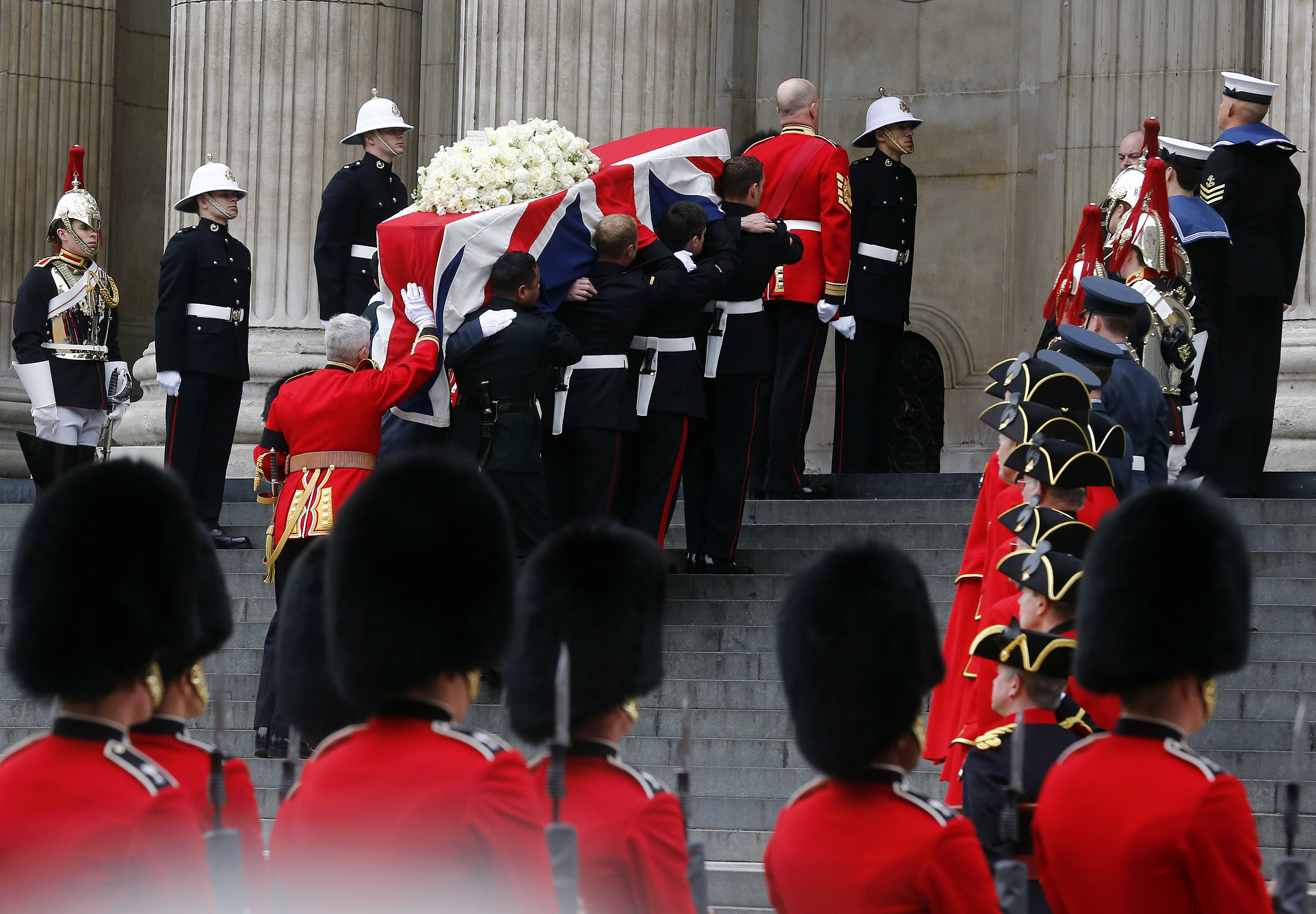
セント・ポール大聖堂に運ばれるサッチャーの棺

イギリス政府は「マーガレット・サッチャーの葬儀を4月17日にセント・ポール大聖堂で、エリザベス2世女王とエディンバラ公フィリップ王配の参列を賜る準国葬にする」と発表した。サッチャーの棺は霊柩車でウエストミンスター宮殿からトラファルガー広場のあるホワイトホール地域を通過しセント・クレメント・デインズ教会で大砲馬車に乗り換え、セント・ポール大聖堂に至る。首相経験者の葬儀に国王（エリザベス2世女王）が参列するのは、1965年1月24日に死去したウィンストン・チャーチル以来48年ぶりであった。
その一方で、イギリス各地では首相在任中のいわゆる「サッチャリズム」政策によって圧迫された、労働者階級や元教員の間で「彼女の死を祝賀するパーティ」が見られた。さらにネット上には「（サッチャーによって）地獄が民営化されようとしています」「（サッチャーが）地獄に落ちてわずか20分で地獄のかまどが3つ廃炉になった」などと、首相在任時期の小さな政府政策と絡めて批判するコラージュが登場した。また「鐘を鳴らせ！悪い魔女は死んだ」（映画『オズの魔法使』の挿入歌）が、英国音楽ダウンロードチャートの1位となった。また死者に捧げる言葉「RIP」を「鉄の女」の異名にかけて「安らかに朽ちよ（Rust In Peace）」として批判する者もいた。
4月16日午後にサッチャーの棺はウェストミンスター宮殿に運ばれた。宮殿内の教会に棺は安置され、近親者による葬儀が執り行われた。翌4月17日にサッチャーの棺は宮殿からホワイトホールを経てクレメントディーン教会まで運ばれ、そこで大砲馬車に乗り換えられた。ユニオンジャックで包まれたサッチャーの棺の上には、2人の子からの花が置かれていた。棺の後には海軍軍楽隊が音楽を演奏しながら追従した。サッチャーの家族やデーヴィッド・キャメロンはじめ首相経験者など要人らが待つセント・ポール大聖堂で、儀仗兵に担がれて棺は内部に運ばれ安置されると、国歌『女王陛下万歳』が流れる中、エリザベス2世女王とエディンバラ公フィリップ王配を乗せた御料車が到着した。女王夫妻が司祭の先導で聖堂内に姿を現すと、出席者から拍手が起きた。その後ロンドン主教に司式による葬儀が行われた。多くのロンドン市民が沿道に詰めかけ、「鉄の女」の最後の別れを見送る一方で、「サッチャーの葬儀のために我々の血税を使うな」という大規模抗議デモもロンドンで起きた。

## 評価
保守党から政権を奪取した労働党のブレア政権が成立すると、サッチャーによって廃止された地方公共団体や公企業が復活し、民営化によるサービス低下への対策が図られた。また教育政策においても、サッチャー政権が導入した競争型の中等学校が事実上廃止され、公立学校の地位向上が図られるなど、サッチャリズムの弊害除去がイギリスの重要な政策になった（第三の道）。その福祉政策も、またイギリス暴動の遠因であるとする批評がある。
「鉄の女」のイメージとは程遠く、驚くほど友情を大切にしたとされ、大手術をした彼女の友人が手術後に目を覚ますと妻や子供でなく、首相である彼女の顔を目にすることになったという。

## 家族
1951年12月に結婚したデニス・サッチャーとの間に2人の子供（娘のキャロルと息子のマーク）がいる。
1991年2月に夫のデニスは準男爵（Baronet）となり、サーと呼ばれる。マーガレットの政治活動についても助言を行い、妻は夫の助言に素直に従っていたが、あくまで家庭内での夫婦関係に留め、これを公にせずに賢い妻に対して愚かな夫であるように演じていたと言われる。
1982年1月、長男のマークはダカール・ラリーに出場中に一時行方不明となり、世界を巻き込んだ大騒動になる。その際サッチャーは取り乱し、大規模捜索させた結果、マークはテントで寝ているところを無事に発見・保護された。
2004年8月には当時居住していた南アフリカ共和国で、「赤道ギニアのクーデターを企んでいた傭兵へ資金援助を行った」容疑で長男のマークが逮捕されたが、すぐに200万ランド（約4,000万円）の保釈金により保釈され、イギリスへの帰国を認められた。このとき、「国民に言っていたことと息子にやっていることが違う」と世界中から批判された。2005年1月に南アフリカ政府と司法取引をし、「資金提供は認めるが、クーデターの意図は知らなかった」ということで、懲役4年（執行猶予つき）と300万ランド（約6,000万円）の罰金を支払った。また娘のキャロルも、コンゴ系フランス人テニス選手のジョー＝ウィルフリード・ツォンガに対して差別的発言を行って問題となった。

## 授爵・叙勲
- 1983年6月30日、王立協会フェローに選出された[45]
- 1992年6月に一代貴族としてリンカンシャー州ケスティーヴァンにおけるサッチャー女男爵位を授爵し[46]、貴族院議員になる。
- 1995年4月22日にガーター勲章を受ける[47]。
- 1995年5月に日本から勲一等宝冠章が贈られている。儀礼的な叙勲でなく、個人的な功績によって同章の勲一等が授与された極めて珍しい例である。
- 2007年2月21日に在世中の元首相では初めて、イギリス議会議事堂内に銅像が建立された。建立に際して、サッチャーは「鉄の像（「鉄の女」にかけている）のほうがよかったかもしれませんが、銅像もいいですよね、錆びないから。」と述べ、周囲の笑いを誘った[48]。

## サッチャーを扱った作品

### ドキュメンタリー・映画
- シリーズ 世界のリーダーたち その成功と挫折 マーガレット・サッチャー 〜裏切られた“鉄の女”〜（2010年）
- ドキュメンタリー マーガレット・サッチャー 鉄の女の素顔（2012年）
- マーガレット・サッチャー 鉄の女の涙（2012年1月）主演：メリル・ストリープ
- 奇跡体験!アンビリバボー 鉄の女サッチャー激動87年人生（2013年4月）

### ドラマ
- ザ・クラウン シーズン4 (2020年11月) 演：ジリアン・アンダーソン（日本語吹替：高島雅羅）

### 書籍
- 『サッチャー回顧録―ダウニング街の日々』〈上・下〉石塚雅彦訳. 日本経済新聞社, 1993年11月
- 『サッチャー 私の半生』〈上・下〉石塚雅彦 訳. 日本経済新聞社, 1995年8月